# AW Девы
AW Девы (лат. AW Virginis) — двойная затменная переменная звезда типа W Большой Медведицы (EW) в созвездии Девы на расстоянии приблизительно 726 световых лет (около 223 парсек) от Солнца. Визуальная звёздная величина звезды — от +11,81m до +11m. Орбитальный период — около 0,354 суток (8,4959 часа).
Открыта Куно Хофмейстером в 1935 году***.

## Характеристики
Первый компонент — жёлто-белая звезда спектрального класса F8, или G0V, или G3-G7, или G4. Масса — около 1,1 солнечной, радиус — около 1,08 солнечного, светимость — около 1,188 солнечной. Эффективная температура — около 6072 K.
Второй компонент — жёлто-белая звезда спектрального класса F. Масса — около 0,84 солнечной, радиус — около 0,95 солнечного. Эффективная температура — около 6200 K.